# 李恭 (成化直隸進士)
李恭（1433年—？），字思敬，直隸永平府昌黎縣人，遼東都司定遼左衛官籍。明朝政治人物。同進士出身。

## 生平
山東鄉試第五十九名。成化五年（1469年）乙丑科進士。成化七年（1470年）官無錫縣知縣，成化十一年升太僕寺丞。

## 家族
曾祖父李伯彥。祖父李士中。父亲李謙，曾任指揮同知。